# Бжесць-Куявское воеводство
Бжесць-Куявское воеводство, Брест-Куявское воеводство (лат.  Palatinatus Brestensis, пол. Województwo brzeskokujawskie) — административно-территориальная единица (воеводство) Королевства Польского и Речи Посполитой.
Воеводство существовало с XIV века до 1793 года.

## История
Брест-Куявское воеводство было создано на основе земель Куявского княжества. Входило в состав Великопольской провинции и принадлежало к региону Великопольша. Находилось в западной части Речи Посполитой, в центре Великопольши. Центр воеводства — город Бжесць-Куявский. Возглавлялось воеводами бжесць-куявскими. Сеймик воеводства собирался в городе Радзеюв.
Бжесць-Куявское воеводство представляли в сенате Речи Посполитой 3 сенатора (епископ, воевода и каштелян бжесць-куявские). Состояло из пяти поветов. В 1791 году площадь воеводства насчитывала 3276,97 км², по переписи 1790 года численность населения — 48 076 чел.
В 1793 году после Второго раздела Речи Посполитой Бжесць-Куявское воеводство было ликвидировано и аннексировано Прусским королевством. Территория воеводства вошла в состав прусской провинции Западная Пруссия.

## Административное деление
- Бжесць-Куявский повят — Бжесць-Куявский
- Ковальский повят — Коваль
- Крушвицкий повят — Крушвица
- Пшедецкий повят — Пшедеч
- Радзеювский повят — Радзеюв